# Philipp Woker
Philipp Woker (* 21. August 1848 in Brilon; † 15. September 1924 in Sigriswil) war ein deutscher, später Schweizer Theologe und Historiker.

## Leben
Er war der Sohn des Gymnasiallehrers Franz Anton Woker und dessen Frau Gertrud geborene Auffemberg. Woker studierte Geschichte in Bonn, wo er 1872 zum Dr. phil. promoviert wurde. Danach war er Mitarbeiter von Johannes Friedrich und Ignaz von Döllinger in München. Im Jahr 1875 wurde er als Nachfolger von Friedrich ordentlicher Professor für Kirchengeschichte an der (christ-)Katholisch-theologischen Fakultät der Universität Bern, 1888 zudem ordentlicher Professor für Allgemeine Geschichte. Von 1904 bis 1905 war er Rektor. Als Geschichtsprofessor an der philosophischen Fakultät war Woker Betreuer zahlreicher Dissertationen (etwa von Nikolaj Velimirović) und in seinen Vorlesungen zu Allgemeiner Geschichte sass etwa Anna Tumarkin, die 1908 auf ordentlichem akademischem Weg ernannte erste Extraordinaria der Universität Bern. Zu seinen nicht registrierten Hörern zählte unter anderen Lenin und vielleicht auch Leo Trotzki.

## Familie
Woker war verheiratet mit Johanna Müller, einer Schwester des Bundesrats Eduard Müller. Ihre Tochter war die Chemikerin und Frauenrechtlerin Gertrud Woker.